# Loweria tephrochroa
Loweria tephrochroa là một loài bướm đêm trong họ Geometridae.